# Miguel Arcanjo Paiva

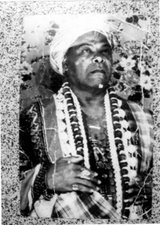
Miguel Deuanda candomblé.

Miguel Arcanjo Paiva ( - ) conhecido por vários apelidos Miguel de Tempo, Miguel Grosso e por seu Oruncó Deuandá, foi um babalorixá de Candomblé iniciado por Olegário de Oxum no Terreiro da Gomeia na Bahia, casa cedida pelo conhecido Babalorixá Joãozinho da Gomeia.